# Javaanse grijsborstspinnenjager
De Javaanse grijsborstspinnenjager (Arachnothera affinis) is een zangvogel uit de familie van de honingzuigers. 

## Taxonomie
Dit taxon werd in 1821 geldig beschreven door de Amerikaanse natuuronderzoeker Thomas Horsfield op grond van materiaal dat op Java was verzameld. A. affinis was vroeger de soortnaam voor zowel de Javaanse als de Maleise grijsborstspinnenjager en de Everetts spinnenjager.

## Kenmerken
De Javaanse grijsborstspinnenjager lijkt sterk op de Maleise grijsborstspinnenjager maar is iets groter (21 cm). Ook de verschillen met de Everetts spinnenjager zijn klein.

## Verspreiding en leefgebied
De Javaanse grijsborstspinnenjager A. affinis komt alleen voor op Java en Bali en meestal in heuvellandbos tussen de 900 en 1600 meter boven zeeniveau.

## Status
De IUCN maakt geen onderscheid tussen Javaanse en Everetts spinnenjager. De populatiesgrootte van deze soorten is niet gekwantificeerd en de status is niet bedreigd.